# Felip Adrell
Felip Adrell (s. XIX- s. XX), va ser un compositor català del s. XIX, del qual solament es conserven uns «Gozos y despedida a la Virgen» al fons musical de la catedral de Lleida.